# Japanagromyza centrosematifolii
Japanagromyza centrosematifolii är en tvåvingeart som beskrevs av Etienne och Martinez 2002. Japanagromyza centrosematifolii ingår i släktet Japanagromyza och familjen minerarflugor. Inga underarter finns listade i Catalogue of Life.